# Pax meadi
Pax meadi là một loài nhện trong họ Zodariidae.
Loài này thuộc chi Pax. Pax meadi được Octavius Pickard-Cambridge miêu tả năm 1872.